# Де Ланге, Маурен
Маурен де Ланге (нидерл. Maureen de Lange; род. 25 октября 1978) — нидерландская шорт-трекистка, трёхкратная призёр чемпионата Европы по шорт-треку 1998, 1999 и 2003 года. Участница зимних Олимпийских игр 1998 года.

## Спортивная карьера
Маурен де Ланге родилась в городе Лейдердорп, провинция Южная Голландия. Тренировалась на базе клуба «Indoor Hardrij Club», Лейден. Родная сестра (двойняшки) другой голландской шорт-трекистке — Мелани де Ланге (нидерл. Melanie de Lange).
Дебютным стало для неё участие на чемпионате Европы по шорт-треку 1998 года в венгерском городе — Будапешт. Серебряной медалью завершилось выступление де Ланге в женской эстафете на 3000 м. С результатом 4:26.246 они финишировали вторыми, уступив первенство соперницам из Италии (4:25.090 — 1-е место), обогнав при команду из Германии (4:26.903— 3-е место).
На зимних Олимпийских играх 1998 года, что проходили в японском городе Нагано, де Ланге была заявлена для выступления в  эстафете . В женской эстафете на 3000 м с результатом 4:26.592 голландские шорт-трекистки финишировали вторыми в финале B. В общем итоге они заняли 6-ю позицию.